# Ed Begley
Edward James „Ed“ Begley (* 25. März 1901 in Hartford, Connecticut; † 28. April 1970 in Hollywood, Kalifornien) war ein US-amerikanischer Theater- und Filmschauspieler.

## Leben und Werk
Der Sohn irischer Einwanderer lief mehrmals von zu Hause weg, bevor er mit dreizehn Jahren endgültig mit seiner Familie und seinem Umfeld brach. Die nächsten zwei Jahrzehnte hielt sich Begley mit vielen Arbeiten über Wasser, unter anderem als Pinaufsteller in einer Bowlingbar. 1931 wurde Ed Begley als Ansager bei einer Radiostation eingestellt. Zehn Jahre später ging er nach New York City und wurde ein sehr produktiver Mitarbeiter beim Radio. Von 1944 bis 1948 sprach er in Hörspielen die Titelrolle des Charlie Chan und war als Partner von Dick Powell in dem Serienerfolg Richard Diamond, Private Detective zu hören.
Erst mit 43 Jahren begann Begley am Broadway seine Theaterkarriere. Mit der Rolle des Kriegsgewinnlers Joe Keller in Arthur Millers Stück All My Sons gewann er den Respekt der Theaterkritiker. Sein erster Film war ebenfalls in dieser Zeit, das 1947 erschienene Kinodrama Bumerang unter Regie von Elia Kazan. Auch das Fernsehen der 1950er Jahre wurde auf Begley aufmerksam. In dem Drama Wer den Wind sät (Inherit the Wind), das 1955 seine Uraufführung erlebte, stand er 789 Mal auf der Bühne, zunächst an der Seite von Paul Muni, dann zusammen mit Melvyn Douglas. Für seine Rolle in diesem Stück erhielt Begley 1956 einen Tony Award und war für die spätere Fernsehfassung für einen Emmy nominiert. Begley war gut zwei Jahrzehnte lang als Charakterdarsteller gefragt und trat in vielen Filmen und TV-Produktionen in profilierten Nebenrollen in Erscheinung.
Begley spielte auch in einer Reihe von Kinofilmen. Eine seiner erfolgreichsten Filmrollen dürfte die des rassistischen Geschworenen Nr. 10 in dem kammerspielartigen Justizdrama Die zwölf Geschworenen (1957) mit Henry Fonda gewesen sein, das bis heute oft im Fernsehen gezeigt wird. Einen Oscar erhielt der Mime 1963 für die beste Nebenrolle in der Tennessee-Williams-Verfilmung Süßer Vogel Jugend, der für ihn als ungelernten Schauspieler überraschend kam.

## Privates
Begley war viermal verheiratet. Er ist der Vater des Schauspielers Ed Begley junior. Mit 69 Jahren starb er während einer Party im Haus des Hollywood-Presseagenten Jay Bernstein.

## Filmografie (Auswahl)
- 1946: A Bit of Blarney (Kurzfilm)
- 1947: Bumerang (Boomerang)
- 1948: Belvedere, das verkannte Genie (Sitting Pretty)
- 1948: Straße ohne Namen (The Street with No Name)
- 1948: Deep Waters
- 1948: Du lebst noch 105 Minuten (Sorry, Wrong Number)
- 1949: Tulsa
- 1949: It Happens Every Spring
- 1949: Der große Gatsby (The Great Gatsby)
- 1950: Gesetzlos (Backfire)
- 1950: Stars in My Crown
- 1950: Verurteilt (Convicted)
- 1950: Stadt im Dunkel (Dark City)
- 1950: Gefährliche Mission (Wyoming Mail)
- 1950: Ohne Gesetz (Saddle Tramp)
- 1951: On Dangerous Ground
- 1952: Tommy macht das Rennen (Boots Malone)
- 1952: Mann gegen Mann (Lone Star)
- 1952: Die Maske runter (Deadline – U.S.A.)
- 1952: Leave It to Larry (Fernsehserie, 11 Folgen)
- 1956: Morgen trifft es dich (Patterns)
- 1957: Die zwölf Geschworenen (12 Angry Men)
- 1959: Wenig Chancen für morgen (Odds Against Tomorrow)
- 1961: Der grüne Sturzhelm (The Green Helmet)
- 1962: Süßer Vogel Jugend (Sweet Bird of Youth)
- 1962: Preston & Preston (The Defenders, Fernsehserie, Folge 2x04)
- 1962: Gnadenlose Stadt (Naked City, Fernsehserie, Folge 4x09)
- 1962–1965: Dr. Kildare (Fernsehserie, 3 Folgen)
- 1962/1968: Meine drei Söhne (My Three Sons, Fernsehserie, 2 Folgen)
- 1963–1965: Amos Burke (Burke’s Law, Fernsehserie, 4 Folgen)
- 1964: Goldgräber-Molly (The Unsinkable Molly Brown)
- 1964: Tausend Meilen Staub (Rawhide, Fernsehserie, Folge 7x03)
- 1964/1965: Auf der Flucht (The Fugitive, Fernsehserie, 2 Folgen)
- 1964/1966: Die Leute von der Shiloh Ranch (The Virginian, Fernsehserie, 2 Folgen)
- 1965: Inherit the Wind (Fernsehfilm)
- 1965/1966: Bonanza (Fernsehserie, 2 Folgen)
- 1965/1968: Rauchende Colts (Gunsmoke, Fernsehserie, 2 Folgen)
- 1966: … denn keiner ist ohne Schuld (The Oscar)
- 1967: Der Todesschuss (Warning Shot)
- 1967: Das Milliarden-Dollar-Gehirn (Billion Dollar Brain)
- 1967: Invasion von der Wega (The Invaders, Fernsehserie, 2 Folgen)
- 1968: Die fünf Vogelfreien (Firecreek)
- 1968: Hängt ihn höher (Hang ’Em High)
- 1968: Wild in den Straßen (Wild in the Streets)
- 1968: High Chaparral (Fernsehserie, Folge 2x03)
- 1968/1970: The Name of the Game (Fernsehserie, 2 Folgen)
- 1969: Der Geist und Mrs. Muir (The Ghost & Mrs. Muir, Fernsehserie, Folge 2x06)
- 1970: Voodoo Child (The Dunwich Horror)
- 1970: Die Straße nach Salina (Road to Salina)